# Byron Wells
Byron Wells (* 3. April 1992) ist ein neuseeländischer Freestyle-Skier. Er startet in den Freestyledisziplinen.

## Werdegang
Wells debütierte im Weltcup im Februar 2008 in Inawashiro und belegte dabei den 11. Platz in der Halfpipe. Im folgenden Monat errang er bei den Freestyle-Skiing-Weltmeisterschaften 2009 in Inawashiro den 27. Platz. Nach Platz drei im Big Air zu Beginn der Saison 2009/10 bei den Winter Games New Zealand in Cardrona, wurde er jeweils in der Halfpipe Dritter bei den Aspen/Snowmass Open und Fünfter bei den Winter-X-Games-Europe 2010 in Tignes. Zu Beginn der Saison 2010/11 errang er den zweiten Platz bei den New Zealand Freeski Open in Cardrona in der Halfpipe. Es folgten dritte Plätze in der Halfpipe bei der Winter Dew Tour in Snowbasin und bei den European Freeski Open in Laax.
Bei den Winter-X-Games 2011 in Aspen wurde er Neunter in der Superpipe. Im Februar 2011 belegte er bei den Freestyle-Skiing-Weltmeisterschaften 2011 in Park City den 14. Platz im Slopestyle und den fünften Rang in der Halfpipe. Im folgenden Monat kam er bei den Winter-X-Games-Europe 2011 in Tignes auf den 21. Platz im Slopestyle und auf den 11. Rang im Halfpipe-Wettbewerb. In der Saison 2012/13 belegte er den zweiten Rang bei der Winter Dew Tour in Breckenridge und erreichte mit dem vierten Platz in Sotschi sein bisher bestes Resultat im Weltcup. Bei den Winter-X-Games-Europe 2013 in Tignes wurde er Sechster in der Halfpipe. Im folgenden Jahr gelang ihm bei den Winter-X-Games 2014 in Aspen der 12. Platz im Halfpipe-Wettbewerb.
In der Saison 2014/15 siegte er bei den Aspen Snowmass Freeskiing Open und belegte im Slopestyle bei der USSA Revolution Tour in Mammoth und in der Halfpipe bei den Canadian Open Championships in Calgary und beim AFP World Tour Finale in Whistler jeweils den dritten Platz. Bei den Winter-X-Games 2015 in Aspen wurde er Neunter in der Halfpipe. In der Saison 2015/16 errang er den siebten Platz bei den Winter-X-Games 2016 in Aspen und den 15. Platz bei den X-Games Oslo 2016. Im Februar 2016 siegte er wie im Vorjahr bei den Aspen Snowmass Freeski Open in der Halfpipe.

## Erfolge
Saison 2009/10
- 3. Platz  Winter Games New Zealand in Cardrona, Big Air
- 3. Platz  Aspen/Snowmass Open in Aspen, Halfpipe

Saison 2010/11
- 2. Platz  New Zealand Freeski Open in Cardrona, Halfpipe
- 3. Platz  Winter Dew Tour in Snowbasin, Halfpipe
- 3. Platz  European Freeski Open in Laax, Halfpipe

Saison 2012/13
- 2. Platz  Winter Dew Tour in Breckenridge, Halfpipe

Saison 2014/15
- 1. Platz  Aspen/Snowmass Open in Aspen, Halfpipe
- 3. Platz  USSA Revolution Tour in Mammoth, Slopestyle
- 3. Platz  Canadian Open Championships in Calgary, Halfpipe
- 3. Platz  AFP World Tour Finale in Whistler, Halfpipe

Saison 2015/16
- 1. Platz  Aspen/Snowmass Open in Aspen, Halfpipe